# فيل باركس
فيل باركس (بالإنجليزية: Phil Parkes) (8 أغسطس 1950 بولفرهامبتن في المملكة المتحدة - ) هو لاعب كرة قدم بريطاني في مركز حراسة المرمى. شارك مع منتخب إنجلترا تحت 21 سنة لكرة القدم ومنتخب المملكة المتحدة تحت 23 سنة لكرة القدم ومنتخب إنجلترا لكرة القدم. أما مع النوادي، فقد لعب مع إيبسويتش تاون وكوينز بارك رينجرز ونادي والسول ووست هام يونايتد.

## مسيرته الكروية
لعب فيل باركس خلال مسيرته الاحترافية مع 4 أندية في أربعة وعشرون موسمًا ولم يسجل خلالها أي هدف ضمن 743 مباراة. حيث فاز في موسم واحد بالكأس ولم يفز بأي دوري.
خاض فيل باركس مسيرته مع نادي والسول في موسم 1968–69 ولمدة موسمين، مشاركًا في 52 مباراة ولم يسجل أي هدف. ثم انتقل إلى نادي كوينز بارك رينجرز في موسم 1970–71 ليلعب معه تسعة مواسم، حيث شارك في 344 مباراة ولم يسجل أي هدف أيضًا. لينتقل بعدها إلى نادي وست هام يونايتد في موسم 1978–79 ليلعب معه اثنا عشر موسمًا، مشاركًا في 344 مباراة ولم يسجل أي هدف أيضًا. ثم انتقل إلى نادي إيبسويتش تاون في موسم 1990–91 لمدة موسم واحد، مشاركًا في 3 مباريات ولم يسجل أي هدف أيضًا.

## وصلات خارجية
- فيل باركس على موقع قاعدة بيانات كرة القدم.إي يو (الإنجليزية)
- فيل باركس على موقع ناشيونال فوتبول تيمز (الإنجليزية)